# Minosia assimilis
Minosia assimilis är en spindelart som beskrevs av Lodovico di Caporiacco 1941. Minosia assimilis ingår i släktet Minosia och familjen plattbuksspindlar. Inga underarter finns listade i Catalogue of Life.